# Horodziec (rejon szarkowszczyński)
Horodziec (biał. Гарадзец; ros. Городец) – wieś na Białorusi, w obwodzie witebskim, w rejonie szarkowszczyńskim, w sielsowiecie Łużki.

## Historia
W czasach zaborów w gminie Łużki, w powiecie dzisieńskim, w guberni wileńskiej Imperium Rosyjskiego.
W latach 1921–1945 majątek leżał w Polsce, w województwie wileńskim, w powiecie dziśnieńskim w gminie Łużki.
Według Powszechnego Spisu Ludności z 1921 roku zamieszkiwało tu 207 osób, 113 było wyznania rzymskokatolickiego a 94 prawosławnego. Jednocześnie 120 mieszkańców zadeklarowało polską a 87 białoruską przynależność narodową. Było tu 31 budynków mieszkalnych. W 1931 w 12 domach zamieszkiwało 215 osób.
Wierni należeli do parafii rzymskokatolickiej i prawosławnej w Łużkach. Miejscowość podlegała pod Sąd Grodzki w Łużkach i Okręgowy w Wilnie; właściwy urząd pocztowy mieścił się w Łużkach.
W wyniku napaści ZSRR na Polskę we wrześniu 1939 miejscowość znalazła się pod okupacją sowiecką. 2 listopada została włączona do Białoruskiej SRR. Od czerwca 1941 roku pod okupacją niemiecką. W 1944 miejscowość została ponownie zajęta przez wojska sowieckie i włączona do Białoruskiej SRR.
Od 1991 w składzie niepodległej Białorusi.

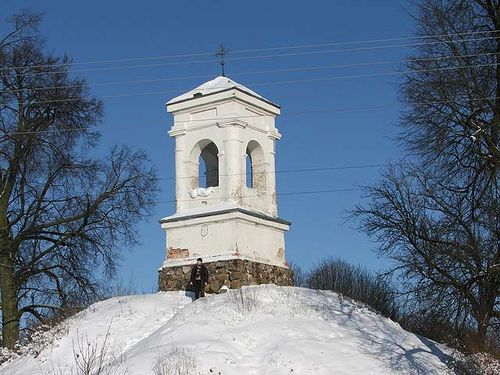
Przydrożna kaplica
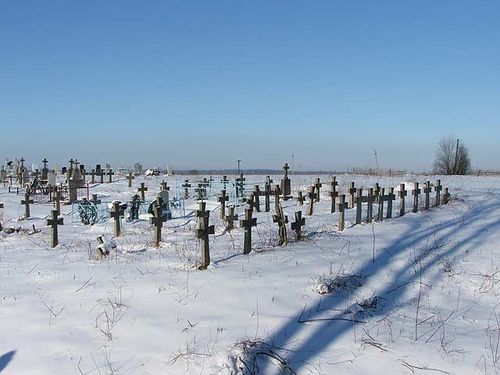
Cmentarz katolicki
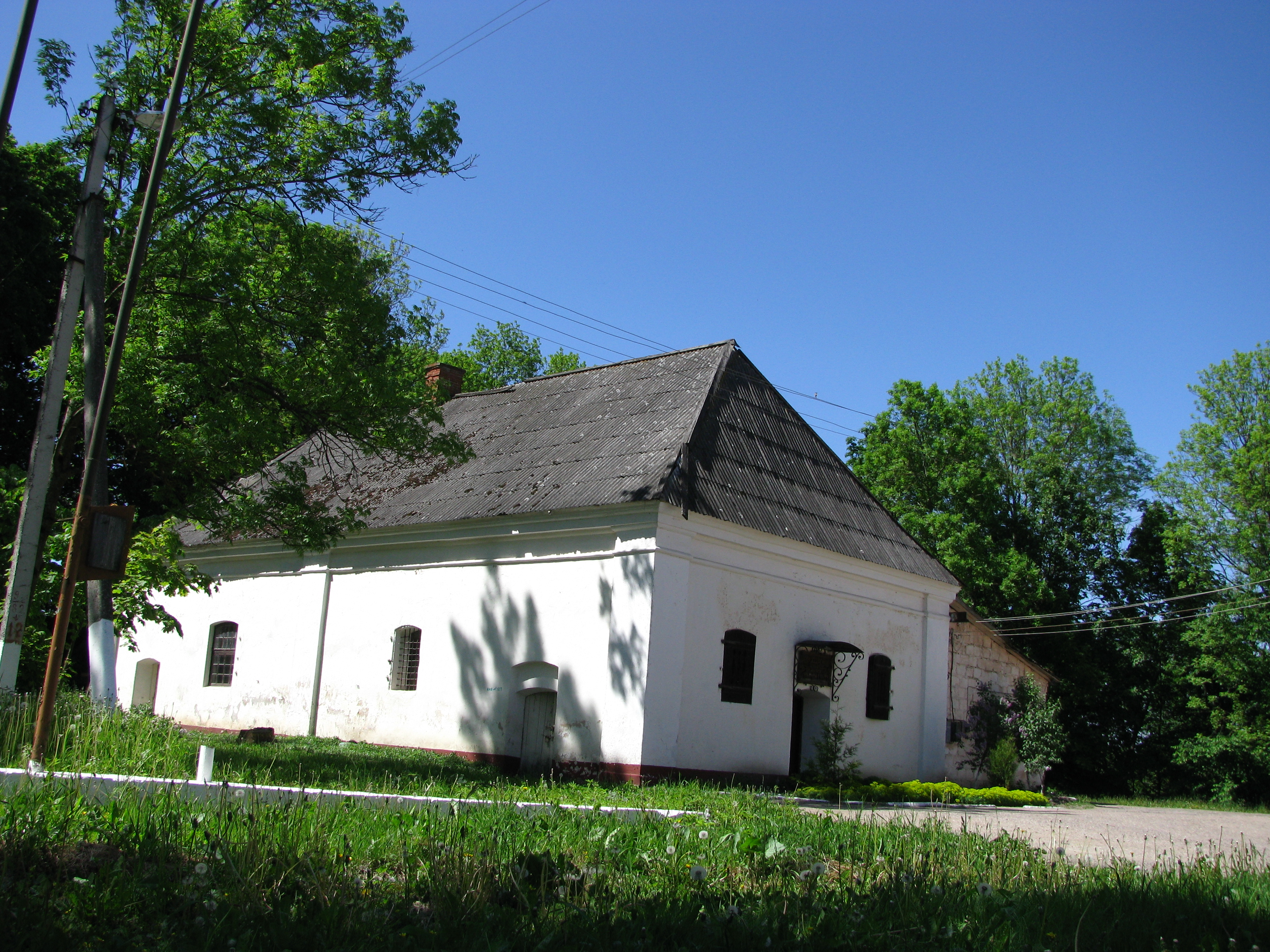
Kaplica
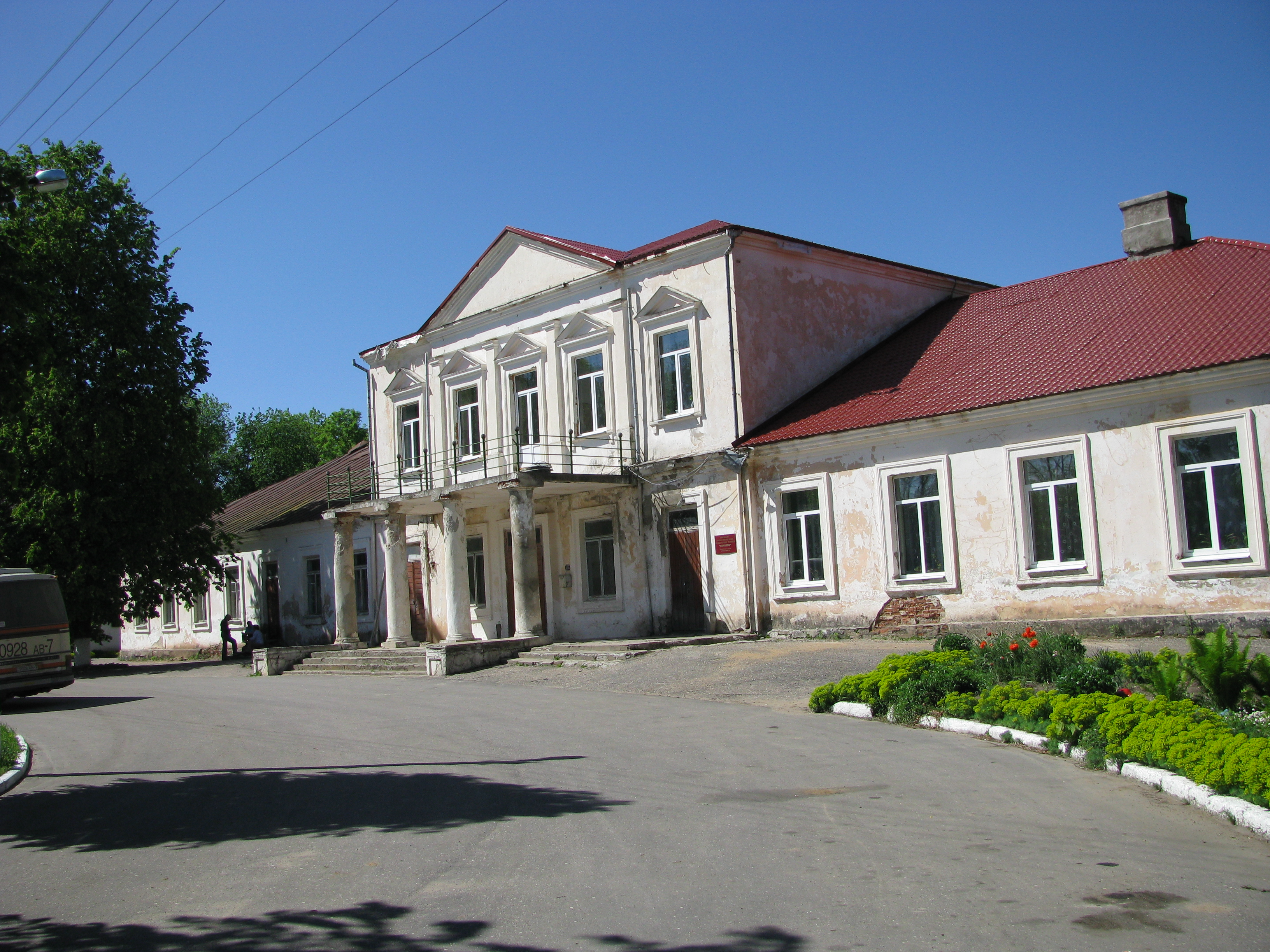
Pałac

## Zabytki
- grodziszcze
- pałac Zyberk-Platerów